# Plato's jeugdjaren
Plato (Oudgrieks: Πλάτων, Platon, breed, brede schouders, Athene of Aegina, ca. 428/427 v.Chr. – Athene, 348/347 v.Chr.) was een Griekse filosoof. Er is vanwege het beperkte aantal bronnen niet veel over Plato's jeugd bekend. Hij stamde uit een welgestelde familie en zijn vader zorgde ervoor dat hij van vooraanstaande leraren les kreeg.
Plato was de tweede van het bekende trio Oudgriekse wijsgeren Socrates, Plato en Aristoteles, van wie wordt gezegd dat ze de filosofische grondslagen hebben gelegd van de westerse cultuur.

## Introductie
Iets zinnigs vertellen over het leven van Plato blijft een hachelijke zaak. Alles staat of valt immers met de betrouwbaarheid van de bronnen waar we over beschikken. Welke zijn die bronnen dan wel?
- in de eerste plaats Plato's leerling en tijdgenoot Aristoteles, waarschijnlijk de betrouwbaarste bron waarover we beschikken. Hij geeft ons informatie over Plato's intellectuele achtergrond. Van hem weten we bijvoorbeeld dat Plato beïnvloed was door de heraclitische filosoof Cratylus (en natuurlijk door Socrates) (Met. 987a32-b10) en geïnteresseerd was in zijn voorgangers, de natuurfilosofen.
- Diogenes Laërtius (200 na Chr.) citeert in zijn 'Levens' onder meer Speusippus, Plato's neef, over het verhaal met de bijen. De 'Levens' staan echter vol roddels, legendes en fictie, wat het tot een weinig betrouwbare bron maakt. Daarbij komt dan nog dat Diogenes Laërtius zijn 'Levens van belangrijke filosofen' zo'n 600 jaar na Plato schreef.[2]
- de 'Brieven van Plato' worden inmiddels voor het grootste deel niet meer aan hem toegeschreven en blijven dus een verdachte bron van informatie. Zelfs de 'Zevende Brief',[3] die wel authentiek lijkt en vertelt over Plato's bemoeienis met de politiek van Syracuse in Sicilië. Plato verwijst voor de rest heel weinig naar zichzelf. Een uitzondering daarop zijn de dialogen Apologie van Socrates (38b6) en de Phaedo (59b10)

Weinig is dus bekend over Plato's vroege leven en scholing vanwege de schaarse verslagen die daarover te vinden zijn. Wat wel vaststaat, is dat de filosoof tot een van de rijkste en meest politiek actieve gezinnen in Athene behoorde. Antieke bronnen beschrijven hem als een pientere hoewel bescheiden jongen die uitmuntte in zijn studie. Zijn vader deed er alles aan om zijn zoon een goede opleiding te bezorgen en Plato moet dus onderwezen zijn in grammatica, muziek, gymnastiek en filosofie door enkele van de meest vooraanstaande docenten van zijn tijd.

## Geboortedatum en geboorteplaats
De exacte geboortedatum van Plato is niet bekend. Zich baserend op oude bronnen, schatten de meeste moderne geleerden dat Plato werd geboren tussen 428 en 427 v.Chr. De grammaticus Apollodorus betoogt in zijn Kronieken dat Plato werd geboren in het eerste jaar van de achtentachtigste Olympiade (427 v.Chr.), op de zevende dag van de maand Thargelion; volgens deze traditie werd de god Apollo geboren op deze dag. Volgens een andere biograaf, Neanthes, was Plato vierentachtig bij zijn overlijden. Als wij Neanthes' versie aanvaarden, was Plato zes jaar jonger dan Isocrates, waardoor het aannemelijk is dat hij geboren werd in het tweede jaar van de 87e Olympiade, het jaar dat Perikles overleed (429 v.Chr.)
De Kroniek van Eusebius noemt het vierde jaar van de 88e Olympiade als zijnde het jaar van Plato, het jaar dus dat Stratocles archon werd, terwijl de Alexandrische kroniek daarentegen de negenentachtigste Olympiade noemt, toen Isarchus archon was. Volgens de Suda werd Plato geboren in Egina tijdens de 88e Olympiade te midden van de voorbereidingen op de Peloponnesische Oorlog, en zou 82 jaar geleefd hebben. Sir Thomas Browne is ook van mening dat Plato werd geboren in de 88e Olympiade. Renaissanceplatonisten vierden Plato's geboorte op 7 november. Ulrich von Wilamowitz-Moellendorff schat dat Plato werd geboren toen Diotimos archon werd, namelijk tussen 29 juli 428 en 24 juli 427 v.Chr. De Griekse filoloog Ioannis Kalitsounakis is van mening dat de filosoof werd geboren op 26 of 27 mei van het jaar 427 v.Chr. terwijl Jonathan Barnes 428 v.Chr. als Plato's geboortejaar beschouwt. Wat Debra Nails betreft, zij houdt vast aan 424/423 v. Chr.
Plato's geboorteplaats is ook omstreden. Diogenes Laërtius beweert dat Plato "werd geboren, volgens sommige schrijvers, in Aegina in het huis van Phidiades, de zoon van Thales". Als een van zijn bronnen noemt Diogenes de Universele Geschiedenis van Favorinus. Volgens Favorinus werden Ariston en de rest van Plato's gezin door Athene naar het eiland Aegina gezonden om zich daar te vestigen als cleruchs (kolonisten die hun Atheense burgerschap behielden). Daar werden ze echter na Plato's geboorte verdreven door de Spartanen. Nails wijst er echter op dat er geen schriftelijke bron bestaat over zulke veronderstelde verdrijving van Atheense burgers uit Aegina door Spartanen in de periode tussen 431 en 411 v.Chr. Daarbij komt nog dat bij de Vrede van Nicias Aegina onder Atheense controle bleef, en het zou tot de zomer van het 411 duren voor de Spartanen het eiland veroverden. Daarom concludeert Nails dat "Ariston mogelijk een cleruch was, mogelijk in 431 naar Egina ging, en dat Plato mogelijk werd geboren op Aegina, maar geen van deze veronderstellingen maakt een precieze datering van Aristons dood of Plato's geboorte mogelijk. Aegina wordt ook door de Suda beschouwd als Plato's geboorteplaats.

## Familie

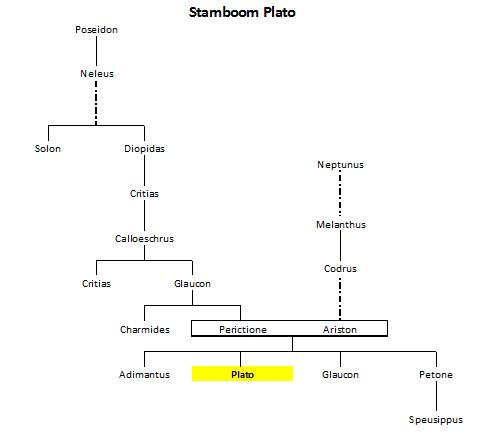
Stamboom van Plato zoals wordt beschreven door Diogenes Laërtius

Plato's vader was Ariston, van de deme van Colytus. Volgens een traditie, vermeld door Diogenes Laërtius maar betwist door Wilamowitz-Moellendorff, beriep Ariston zich op zijn afstamming van Codrus, de koning van Athene, en van Melanthus, de koning van Messenia. Dit argument komt echter niet voor in de dialogen van de filosoof. Plato's moeder was Perictione, wier familie zou afstammen van de beroemde Atheense wetgever en lyrische dichter Solon van Athene. Perictione was de zus van Charmides en nicht van Critias, beiden prominente figuren onder de dertig tirannen tijdens het korte oligarchisch regime, dat volgde op de ineenstorting van Athene aan het einde van de Peloponnesische Oorlog (404-403 v.Chr.)
Naast Plato zelf, hadden Ariston en Perictione drie andere kinderen: twee zonen, Adeimantus en Glaucon, en een dochter, Potone, de latere moeder van Speusippus (de neef en opvolger van Plato als hoofd van zijn filosofische Academie). Volgens de dialoog 'De Staat' waren Adeimantus en Glaucon ouder dan Plato. De twee broers onderscheidden zich in de Slag van Megara toen Plato niet ouder kon zijn dan 5 jaar. Niettemin presenteert Xenophon in zijn Memorabilia Glaucon als jonger dan Plato.
Ariston lijkt te zijn overleden in Plato's kindertijd, hoewel de precieze datering van zijn dood moeilijk is. In de tijd dat Ariston overleed was het vrouwen door de Atheense wet verboden om juridisch zelfstandig te zijn, waardoor Perictione werd uitgehuwelijkt aan Pyrilampes, de broer van haar moeder. (Plato zelf noemt hem de oom van Charmides). Pyrilampes had vaak dienstgedaan als ambassadeur voor de Perzische rechtbank en was een vriend van Perikles, de leider van de democratische fractie in Athene. Hij had een zoon uit een eerder huwelijk, Demus, die beroemd was om zijn schoonheid. Perictione schonk het leven aan Pyrilampes' tweede zoon, Antiphon, de halfbroer van Plato, die in de dialoog Parmenides, verschijnt. Daarin zegt hij de filosofie te hebben opgegeven om de rest van zijn leven te besteden aan paarden. Zo werd Plato opgevoed in een huishouden met ten minste zes kinderen met een stiefbroer, een zus, twee broers en een halfbroer.
In tegenstelling tot zijn terughoudendheid om over zichzelf te praten, liet Plato zijn verwanten in zijn dialogen optreden en beschrijft ze daarbij vrij nauwkeurig. Charmides heeft een naar hem vernoemde dialoog; Critias neemt zowel de Charmides als in de Protagoras het woord; Adeimantus en Glaucon spelen een belangrijke rol in de Staat. Op basis van deze en andere verwijzingen (die wijzen op een zekere familietrots) kan Plato's stamboom gereconstrueerd worden. Volgens Burnet is "de openingsscène van de Charmides een verheerlijking van de familierelaties ..." Plato's dialogen zijn dus blijkbaar niet alleen een gedenkteken aan Socrates, maar ook aan gelukkiger dagen van zijn eigen familie. "

## Naam
Volgens Diogenes werd de filosoof vernoemd naar zijn grootvader Aristocles, maar zijn worstelleraar, Ariston van Argos, noemde hem "Platon", "de brede", op grond van zijn robuuste figuur. Diogenes noemt drie bronnen voor de naam van Plato (Alexander Polyhistor, Neanthes van Cyzicus en niet nader genoemde bronnen), volgens welke de naam van Plato afgeleid zou zijn van de breedte (platutês) van zijn welsprekendheid, of anders aan zijn erg brede (platus) voorhoofd. Al deze bronnen van Diogenes dateren uit de Alexandrische periode waarin veel van de biografische informatie door peripatetische voorlopers werd verstrekt. In de 21e eeuw weerspraken een aantal geleerden Diogenes en voerden aan dat Plato de oorspronkelijke naam van de filosoof was en dat de legende over zijn naam als Aristocles ontstaan was in de Hellenistische periode. WKC Guthrie wijst erop dat Plato een gewone naam was in het oude Griekenland, waarvan er nog 31 gevallen bekend zijn in Athene alleen.

## Legenden
Volgens bepaalde fantasierijke verhalen van antieke schrijvers, werd Plato's moeder zwanger door een goddelijke visioen: Ariston had geprobeerd Perictione voor zich te winnen en met haar te slapen, maar slaagde niet in zijn doel. Toen verscheen de oude Griekse god Apollo aan hem in een visioen, en daardoor liet Ariston Perictione verder ongestoord. Pas toen Perictione van Plato moest bevallen, had haar man betrekkingen met haar. Een andere legende in dat verband vertelt dat, terwijl Plato als kind lag te slapen op de berg Hymettus (waar zijn ouders een offer brachten aan de muzen en nimfen), er bijen waren neergedaald op zijn lippen, een voorteken van de zoetheid van stijl waarmee hij later filosofische discours zou houden.

## Onderwijs

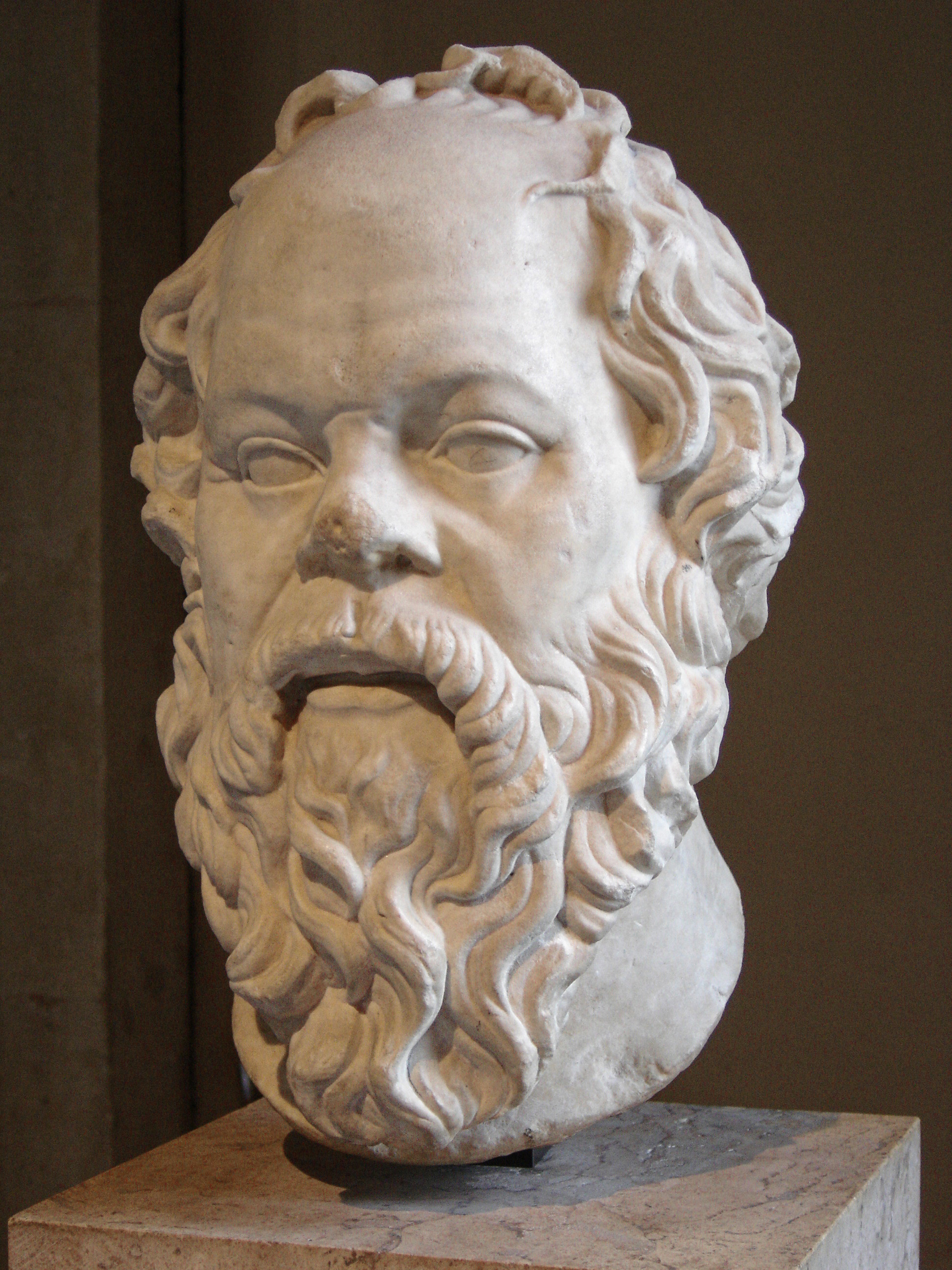
Beeld van Socrates in het Louvre, Parijs

Apuleius informeert ons dat Speusippus Plato's "bescheidenheid en snelheid van geest" prees toen hij jong was, en verder dat hij "de eerste vruchten van zijn jeugd verdiend had met hard werken en liefde voor de studie." Volgens Diogenes zou Plato later zelf de volgende eigenschappen karakteriseren als geschenken van de natuur: het gemak om te leren, het geheugen, de wijsheid, de snelheid van begrip, de jeugdige geest en de pracht van de ziel. Het onderricht van Plato omvatte, zoals bij elke andere Atheense jongen, zowel het fysieke als het mentale; hij werd onderwezen in grammatica (lezen en schrijven), muziek, schilderen en turnen door de meest vooraanstaande docenten van zijn tijd. Hij muntte uit in fysieke oefeningen en Dicaearchus schreef in het eerste deel van zijn Levens, dat Plato worstelde op de Isthmische spelen en alom bekend was om zijn prestaties. Apuleius beweert dat de filosoof ook deelnam aan een openbare wedstrijd op de Pythische spelen. Plato had ook cursussen filosofie gevolgd voor hij Socrates ontmoette. Eerst maakte hij kennis met Cratylus (een leerling van Heraclitus, een prominente presocratische Griekse filosoof) en met de Heraclitische doctrines.
Volgens de antieke schrijvers bestond er een overlevering dat Plato's favoriete bezigheid in zijn jonge jaren poëzie was. Hij schreef gedichten, eerst dithyramben en daarna lyrische gedichten en drama's (een tetralogie), maar toen hij Socrates ontmoette keerde hij deze passie de rug toe en verbrandde al zijn gedichten om zich met uitsluiting van al het andere op de filosofie te richten. Er ging ook een verhaal dat Socrates, op de dag Plato aan hem werd toevertrouwd, zou gezegd hebben dat er een zwaan aan hem was geleverd. Er zijn ook enkele epigrammen toegeschreven aan Plato, maar deze worden nu door sommige geleerden als twijfelachtig beschouwd. Moderne wetenschappers denken dat Plato waarschijnlijk nog een jongen was toen hij kennismaakte met Socrates. Deze beoordeling is gebaseerd op het feit dat Critias en Charmides, twee naaste familieleden van Plato, vrienden waren van Socrates. De enige schriftelijke documentatie over Socrates' onderricht zijn niet geschreven door Socrates zelf, maar door zijn leerling Plato.

## Publieke zaken
"Sommige mannen van autoriteit riepen onze kameraad Socrates op voor de rechtbank, en beschuldigden hem van de meest onheilige zaken die Socrates van alle mannen het minst verdiende. Want het was op beschuldiging van goddeloosheid dat die mannen hem hadden opgeroepen en daarvoor veroordeelden de anderen hem en slachtten hem – dezelfde man die toen zij zelf beschuldigd waren en in verbanning leefden, hen had verdedigd en geweigerd had een vriend van hen te arresteren. "
(Plato (?), Zevende Brief (325b-c))
Volgens de Zevende Brief, waarvan de authenticiteit is omstreden, zag Plato toen hij wat ouder was voor zichzelf een publieke functie weggelegd. Hij was zelfs uitgenodigd door het regime van de dertig tirannen (Critias en Charmides waren onder hun leiders) om toe te treden tot het bestuur, maar hij ging er niet op in. Hij hoopte dat onder een nieuw leiderschap de stad rechtvaardiger zou bestuurd worden, want hij verafschuwde de gewelddadige acties van het regime. Hij was vooral teleurgesteld en geschokt toen de Dertig probeerden Socrates te betrekken in het gevangennemen van de democratische generaal Leon van Salamis, die ze wilden laten executeren.
In 403 v.Chr. werd de democratie hersteld na de hergroepering van de democraten in ballingschap. Zij drongen de stad binnen via Piraeus en confronteerden het leger van de dertig bij de Slag van Munychia, waarbij zowel Critias als Charmides werden gedood. In 401 v.Chr. vielen de democraten Eleusis aan en doodden de resterende oligarchische aanhangers, die ze verdachten van het inhuren van huurlingen. Na de omverwerping van de dertig, werd Plato's politieke ambitie weer even aangewakkerd maar Socrates' veroordeling bracht daar een einde aan. In 399 v.Chr. verlieten Plato en andere aanhangers van Socrates tijdelijk Athene en verbleven op Megara bij Euclides, oprichter van de Megarische filosofische school.

## Primaire bronnen (Griekse en Romeinse)
- Apuleius, De Dogmate Platonis, I. Zie oorspronkelijke tekst in Latin Library.
- Aristophanes, De Wespen. Zie de originele tekst in Perseus program.
- Aristoteles, Metafysica. Zie de originele tekst in Perseus program.
- Cicero, De Divinatione, I. Zie oorspronkelijke tekst in Latin library.
- Diogenes Laërtius, Leven van Plato. Vertaald door CD Yonge. Zie Perseus program.
- Plato: Charmides op Wikisource. Zie de originele tekst in Perseus program.
- Plato: Gorgias op Wikisource. Zie de originele tekst in Perseus program.
- Plato, Parmenides. Zie de originele tekst in Perseus program.
- Plato: De Staat (Republiek) op Wikisource. Zie de originele tekst in Perseus program.
- Plato, Zevende Brief. Zie de originele tekst in Perseus program.
- Plutarchus, Pericles. Zie de originele tekst in Perseus program.
- Thucydides: Geschiedenis van de Peloponnesische Oorlog op Wikisource, V, VIII. Zie de oorspronkelijke tekst in Perseus program.
- Xenophon: Hellenica op Wikisource. Zie de originele tekst in Perseus program.
- Xenophon, Memorabilia. Zie de originele tekst in Perseus program.

## Secundaire bronnen
- Browne, Sir Thomas (1646-1672). Pseudodoxia Epidemica.
- Guthrie, WKC (1986). A History of Greek Philosophy: Volume 4, Plato: The Man and His Dialogues: Earlier Period – Cambridge University Press. ISBN 0-521-31101-2.
- Kahn, Charles H. (2004). Plato and the socratic dialogue: The Philosophical Use of a Literary Form – Cambridge University Press. ISBN 0-521-64830-0.
- Macfait, Ebenezer (1760 (gedigitaliseerd 10 augustus, 2006)). Remarks on the life and writings of Plato – Oxford University.
- Murray, Penelope (1996). Plato on Poetry: Ion; Republic 376e-398b9; Republic 595-608b10 – Cambridge UniversityPress. ISBN 0-521-34182-5.
- Nails, Debra (2006). "A Companion to Plato" edited by Hugh H. Benson – Blackwell Publishing. ISBN 1-4051-1521-1.
- Nails, Debra (2002). "The People of Plato: A Prosopography of Plato and Other Socratics" – Hackett Publishing. ISBN 0-87220-564-9.
- (de)  F Nietzsche (1967). "Vorlesungsaufzeichnungen". Werke: Kritische Gesamtausgabe. Walter de Gruyter. ISBN 3-11-013912-X.
- A Notopoulos. The Name of Plato, 1939.
- Encyclopædia Britannica. Plato, 2002.
- "Plato". Encyclopaedic Dictionary The Helios Volume XVI (in het Grieks). 1952.
- "Plato". Suda. 10e eeuw.
- Smith, William (1870). "Dictionary of Greek and Roman Biography and Mythology"
- Taran, Leonardo (2001). Collected Papers 1962-1999 – Brill Academic Publishers. ISBN 90-04-12304-0.
- Taylor, Alfred Edward (2001). Plato: The Man and his Work – Courier Dover Publications. ISBN 0-486-41605-4.
- Tennemann, WG (1839). "Selections from German Literature edited by Bela Bates Edwards", Edwards Amasa Park. Gould, Newman en Saxton.
- Wilamowitz-Moellendorff, Ulrich von (2005 (eerste druk 1917)). "Plato: his Life and Work" (vertaald in het Grieks door Xenophon Armyros. Kaktos. ISBN 960-382-664-2).